# Zero 7
Zero 7 är en brittisk downtempoduo bestående av Henry Binns och Sam Hardaker. 
Mozez, Sia Furler, Tina Dico, Sophie Barker, Martha Tilston och José González är exempel på artister som samarbetat med Zero 7 och medverkat i bandets låtar. 

## Diskografi
Studioalbum
- Simple Things (2001)
- When It Falls (2004)
- The Garden (2006)
- Yeah Ghost (2009)

Remixalbum
- Another Late Night: Zero 7 (2002)
- Simple Things Remixes (2003)

Samlingsalbum
- Record (2010)